# Jihomoravský krajský přebor 1963/1964
V soubojích 4. ročníku Jihomoravského krajského přeboru 1963/64 (jedna ze skupin 3. fotbalové ligy) se utkalo 14 týmů každý s každým dvoukolovým systémem podzim–jaro. Tento ročník začal v srpnu 1963 a skončil v červnu 1964.

## Nové týmy v sezoně 1963/64
- Ze II. ligy – sk. B 1962/63 sestoupilo do Jihomoravského krajského přeboru mužstvo TJ Fatra Napajedla.
- Ze skupin I. třídy Jihomoravského kraje 1962/63 postoupila mužstva TJ Spartak Žďár nad Sázavou (vítěz skupiny A),[1] TJ ZKL Brno (vítěz skupiny B),[1] TJ Slavia Kroměříž  (vítěz skupiny C)[1] a TJ Družstevník Vlčnov (vítěz skupiny D).[1][2]

## Konečná tabulka
Zdroj: 
| Poř. | Tým                             | Z  | V  | R | P  | VG | OG | B  |
| ---- | ------------------------------- | -- | -- | - | -- | -- | -- | -- |
| 1.   | TJ ZKL Brno (N)                 | 26 | 18 | 5 | 3  | 75 | 33 | 41 |
| 2.   | TJ Spartak Líšeň                | 26 | 17 | 4 | 5  | 49 | 24 | 38 |
| 3.   | TJ Železárny Prostějov          | 26 | 14 | 5 | 7  | 69 | 38 | 33 |
| 4.   | Rudá hvězda Znojmo              | 26 | 12 | 4 | 10 | 62 | 45 | 28 |
| 5.   | TJ Fatra Napajedla (S)          | 26 | 10 | 6 | 10 | 51 | 43 | 26 |
| 6.   | TJ Spartak Jihlava              | 26 | 11 | 3 | 12 | 46 | 46 | 25 |
| 7.   | TJ Slavoj Malenovice            | 26 | 10 | 5 | 11 | 45 | 46 | 25 |
| 8.   | TJ Jiskra OP Prostějov          | 26 | 8  | 8 | 10 | 48 | 46 | 24 |
| 9.   | TJ Družstevník Vlčnov (N)       | 26 | 11 | 2 | 13 | 45 | 66 | 24 |
| 10.  | TJ Gottwaldov Letná („B“)       | 26 | 9  | 5 | 12 | 38 | 52 | 23 |
| 11.  | TJ Tatran PKZ Poštorná          | 26 | 9  | 2 | 15 | 32 | 42 | 20 |
| 12.  | TJ Spartak TOS Kuřim            | 26 | 6  | 6 | 14 | 36 | 54 | 18 |
| 13.  | TJ Slavia Kroměříž (N)          | 26 | 8  | 2 | 16 | 33 | 59 | 18 |
| 14.  | TJ Spartak Žďár nad Sázavou (N) | 26 | 7  | 4 | 15 | 35 | 64 | 18 |

Poznámky:
- Z = Odehrané zápasy; V = Vítězství; R = Remízy; P = Prohry; VG = Vstřelené góly; OG = Obdržené góly; B = Body; (S) = Mužstvo sestoupivší z vyšší soutěže; (N) = Mužstvo postoupivší z nižší soutěže (nováček)

|  | Postup do II. ligy – sk. B 1964/65                       |
|  | Sestup do skupin I. A třídy Jihomoravského kraje 1964/65 |